# Hans Vollmer (historien de l'art)
Pour les articles homonymes, voir Hans Vollmer.
 (décembre 2020).
Si vous disposez d'ouvrages ou d'articles de référence ou si vous connaissez des sites web de qualité traitant du thème abordé ici, merci de compléter l'article en donnant les références utiles à sa vérifiabilité et en les liant à la section « Notes et références ».
Hans Vollmer, né le 16 novembre 1878 à Charlottenburg (Berlin) et mort le 15 février 1969 à Leipzig, est un historien allemand de l'art et encyclopédiste.

## Biographie
Hans Vollmer est le fils de l'architecte Johannes Vollmer (1845–1920), le petit-fils du peintre et graphiste hambourgeois Adolph Friedrich Vollmer (1806–1875) et le frère aîné du peintre et plasticien Erwin Vollmer (1884–1973). Il étudie l'histoire de l'art, l'histoire et la philosophie à Berlin et à Munich. Il obtient son doctorat en 1906 grâce à une thèse intitulée « Les fontaines monumentales souabes du gothique au classicisme » (Schwäbische Monumentalbrunnen von der Gotik bis zum Klassizismus).
En 1923, il prend en charge la direction de la rédaction du dictionnaire biographique et historique Thieme-Becker, qui paraît aux éditions E. A. Seemann à Leipzig. Il complète pratiquement seul l'œuvre jusqu'à son trente-septième et dernier volume, paru en 1950. Il rédige ensuite la suite du dictionnaire, intitulée Allgemeinen Lexikon der Bildenden Künstler des XX. Jahrhunderts, qui porte sur les artistes du XXe siècle et paraît en six volumes de 1953 à 1962. Une édition d'étude (de) de cet ouvrage est réimprimée après la mort de Vollmer.
Vollmer dicte, à partir de notices provenant de la Bibliothèque nationale de Leipzig, un total de 47 229 biographies d'artistes dactylographiées à la machine à écrire au rythme de 15 à 20 pages par jour. En reconnaissance de ce travail, Vollmer est décoré d'une médaille d'argent de l'ordre du Mérite patriotique de la République démocratique allemande en 1957.
Il prend sa retraite début 1964.

## Œuvres
- (de) Allgemeines Lexikon der bildenden Künstler von der Antike bis zur Gegenwart, 1907–1950 ;
- (de) Allgemeines Lexikon der bildenden Künstler des 20. Jahrhunderts, 6 volumes, 1953–1962.